# هریپسیمه سیمونیان
هریپسیمه سیمونیان (ارمنی: Հռիփսիմե Սիմոնյան انگلیسی: Hripsime Simonyan؛ ۲ ژانویهٔ ۱۹۱۶ – ۲۸ سپتامبر ۱۹۹۸) یک هنرمند مجسمه‌ساز اهل ارمنستان بود. عنوان افتخاری هنرمند نقاش مردمی ارمنستان شوروی در سال ۱۹۷۴ به وی اعطا شد.

## حرفه
در سال ۱۹۴۵ از آکادمی هنری تفلیس فارغ‌التحصیل شد.

## نمایشگاه‌های انفرادی
- ایروان (۱۹۴۳، ۱۹۴۷، ۱۹۶۶، و ۱۹۹۶)
- مسکو (۱۹۶۷)
- کیف (۱۹۷۶)
- تفلیس (۱۹۸۲)

## زندگی خصوصی
همسر وی «روبن پارونیان» جراح بود و پسرش «آرتسوین گریگوریان» معمار است.

## نگارخانه

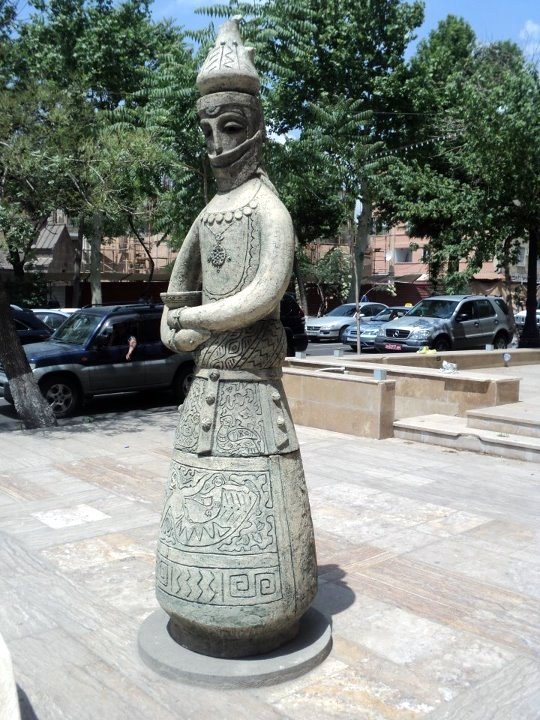
"دختری از وان", خیابان آبوویان
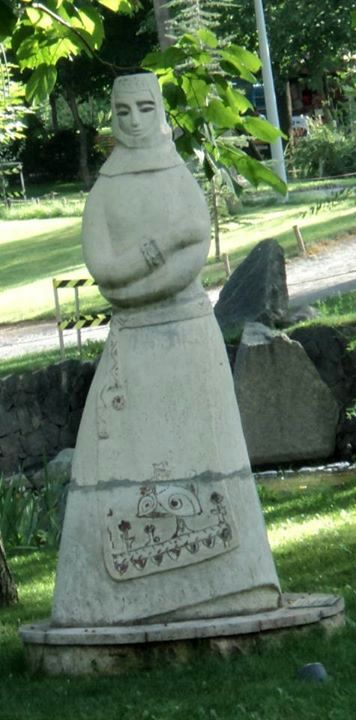
"Armenuhi", پارک عشاق، ایروان
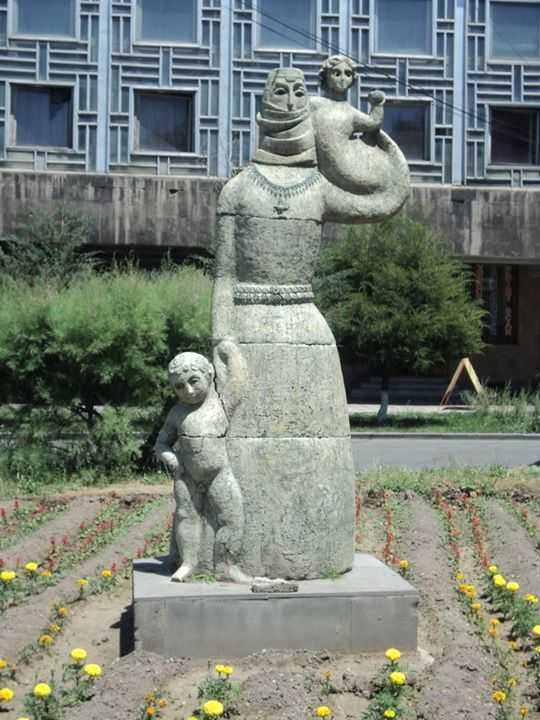
"Motherhood", ایروان،  ناحیه نور نورک
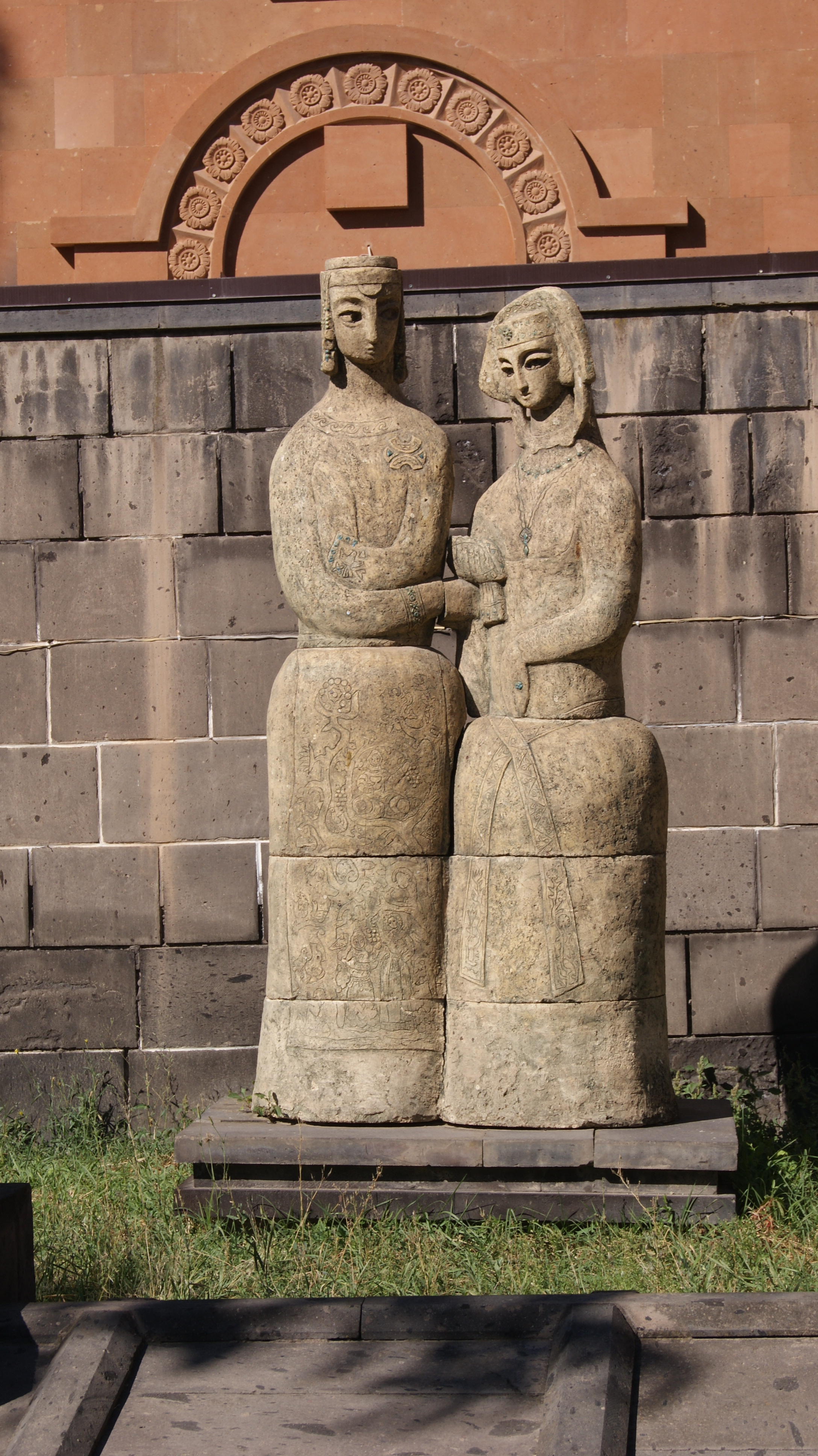
"دوستان", گیومری